# Aigars Mironovičs
Aigars Mironovičs (ur. 3 stycznia 1976 w Rydze) – łotewski hokeista, reprezentant Łotwy.

## Kariera
- Pārdaugava Riga II (1992–1993)
- Pārdaugava Riga (1993–1995)
- Hokeja Centrs Riga (1993–1994)
- Juniors Riga (1995–1996)
- Stoczniowiec Gdańsk (1996–1997)
- Tucson Gila Monsters (1997–1998)
- San Diego Gulls (1997–1998)
- San Angelo Outlaws (1997–1998)
- Huntsville Channel Cats (1998–2000)
- Indianapolis Ice (2000/2001)
- Macon Whoopee (2000/2001)
- ES Weißwasser (2000/2001)
- HK Riga 2000 (2001–2007)
- ASK/Ogre (2007–2009)
- HK Zemgale (2010/2011)
- HK Kurbads (2010/2011)

Grał w klubach łotewskich w rodzimej lidze. Ponadto występował w lidze polskiej w sezonie 1996/1997 w barwach drużyny z Gdańska. Przez cztery sezony grał w USA w ligach WCHL, WPHL, CHL. Po powrocie na Łotwę był m.in. przez kilka lat zawodnikiem HK Riga 2000.
Uczestniczył w turniejach mistrzostw Europy juniorów do lat 18 w 1993, 1994 oraz mistrzostw świata juniorów do lat 20 w 1995. W sezonie 2000/2001 występował seniorskiej kadry Łotwy.

## Sukcesy

### Klubowe
- Brązowy medal mistrzostw Łotwy: 1993 z Pārdaugava Riga II, 1996 z Juniors Riga
- Ray Miron President’s Cup – mistrzostwo CHL: 1999 z Huntsville Channel Cats
- Złoty medal mistrzostw Łotwy: 1994 z Hokeja Centrs Riga, 2004, 2005, 2006, 2007 z HK Riga 2000
- Srebrny medal mistrzostw Łotwy: 2002, 2003 z HK Riga 2000 z HK Riga 2000, 2008 z ASK/Ogre
- Brązowy medal mistrzostw Białorusi: 2006 z HK Riga 2000
- Drugie miejsce w Pucharze Kontynentalnym: 2005/2006 z HK Riga 2000
- Srebrny medal Wschodnioeuropejskiej Ligi Hokejowej: 2001, 2002 z HK Riga 2000
- Srebrny medal Baltic League: 2000/2001 z HK Riga 2000